# Юркевич, Сергей
Серге́й Юркевич (род. 28 сентября 1971) — советский и российский футболист, защитник.
Начинал играть в дубле ЦСКА — в 1990 году провёл 12 матчей. В 1991 году во второй лиге сыграл 8 матчей за «КАМАЗ» Набережные Челны. В 1992 году за ЦСКА-д провёл 23 матча во второй российской лиге. В сезонах 1992/93 — 1993/94 за «Молодечно» отыграл в чемпионате Белоруссии 28 матчей, забил один гол.